# Tú Serás la Historia de Mi Vida
«Tú Serás la Historia de Mi Vida» (укр. «Ти є») — четвертий сингл колумбійської співачки Шакіри з альбому «Peligro», випущений 5 липня 1993 року.